# Nazionale maschile under 21 di calcio della Macedonia del Nord
La Nazionale di calcio macedone Under-21 è la rappresentativa calcistica Under-21 della Macedonia del Nord ed è posta sotto l'egida della LFV. 
La squadra partecipa al campionato europeo di categoria che si tiene ogni due anni. L'11 ottobre 2016, grazie alla vittoria sulla Scozia, si è qualificata per la prima volta all'Europeo di categoria 2017 che si è tenuto in Polonia, raccogliendo però l'eliminazione nella fase a gironi.

## Partecipazioni ai tornei internazionali

### Europeo U-21
Fino al 1992 la Macedonia del Nord non aveva una propria nazionale in quanto lo stato macedone era inglobato nella Jugoslavia. Esisteva, quindi, un'unica nazionale che rappresentava tutta la Jugoslavia.
- 1996: Non qualificata
- 1998: Non qualificata
- 2000: Non qualificata
- 2002: Non qualificata
- 2004: Non qualificata
- 2006: Non qualificata
- 2007: Non qualificata
- 2009: Non qualificata
- 2011: Non qualificata
- 2013: Non qualificata
- 2015: Non qualificata
- 2017: Primo turno
- 2019: Non qualificata
- 2021: Non qualificata
- 2023: Non qualificata

## Tutte le rose

### Europei
Campionato d'Europa Under-21 UEFA 20171 Aleksovski, 2 Elmas, 3 Popzlatanov, 4 Musliu, 5 Zajkov, 6 Amanović, 7 Bardi, 8 Nikolov, 9 Radeski, 10 Babunski, 11 Avramovski, 12 Šiškovski, 13 Ilikj, 14 Velkoski, 15 Bejtulai, 16 Petkovski, 17 Markoski, 18 Angelov, 19 Demiri, 20 Kostadinov, 21 Murati, 22 Gjorgjev, 23 Pivkovski, CT: Milevski